# Веселин Диманов
Веселин Диманов е български режисьор и сценарист, роден на 12 август 1989 г. в гр. Пловдив.

## Творчество
„Моралът е доброто“ е дебютният му пълнометражен филм, вдъхновен от живота и дейността на доц. Кристиан Таков.
Премиерата на лентата е 7 ноември 2022 г. в кино „Люмиер“ в София. В първите два месеца филмът достига до повече от 11 хиляди зрители в цялата страна, превръщайки го в културен феномен за 2022 г. и най-гледания документален филм на голям екран в последните години в България. Завършва на 10-о място в класацията за най-гледаните български филми за 2022 г.
През лятото на 2022 г. Веселин Диманов заедно с Биана Гунчева организира и едноименна на филма изложба с авторски фотографии на доц. Таков, съпроводени от негови сентенции, посветени на правото, справедливостта и културата. Изложбата обикаля петте най-големи български града и предизвиква силен интерес в страната.
През 2023 г. документалният филм достига до повече от 20 хиляди зрители в киносалоните в общо 9 държави – България, Германия, САЩ, Канада, Швейцария, Люксембург, Белгия, Нидерландия и Сърбия.

## Отличия
„Моралът е доброто“ е номиниран в пет категории от Съюза на българските филмови дейци – оператор, монтаж, композитор, дебют и най-добър документален филм. Веселин Диманов печели наградата за най-добър дебют в документалното кино за 2023 г. на наградите „Васил Гендов“.

## Филмография
Като сценарист и режисьор
- Моралът е доброто (2022)